# Primnoisis delicatula
Primnoisis delicatula är en korallart som beskrevs av Sydney John Hickson 1907. Primnoisis delicatula ingår i släktet Primnoisis och familjen Isididae. Inga underarter finns listade.